# NAC Basketbal
NAC (Noad Advendo Combinatie) Basketbal was de basketbalafdeling van de Nederlandse voetbalvereniging NAC Breda. De basketbalafdeling werd in 2000 opgericht en speelde twee seizoenen in de NBB Eredivisie, alvorens in 2002 te worden opgeheven.

## Historie
In 2000 maakte voetbalclub NAC Breda bekend een basketbalafdeling te beginnen en op 21 juni 2000 kreeg NAC een licentie van de Nederlandse Basketball Bond (NBB). Als ambities werden uitgesproken Europees te gaan spelen en mee te gaan doen om de landstitel. Coach Jos Wolffs werd aangenomen om de spelersgroep te trainen.
Het team debuteerde in het seizoen 2000/01 van de Eredivisie. Op 23 september 2000 speelde NAC Basketbal haar eerste thuiswedstrijd voor zo’n 1.750 toeschouwers. NAC eindigde met een balans van 14-18 op de 5e plaats in groep 2. 
In het tweede seizoen moest NAC het met minder geld doen, maar boekte het wel succes. Als nummer 7 uit de competitie schakelde Breda nummer 2 MPC Donar uit Groningen uit in de Playoffs. In de halve finale kon NAC echter niet opboksen tegen de latere kampioen Ricoh Astronauts uit Amsterdam. 
Na de nodige financiële problemen werd de basketbalclub na het seizoen 2001/02 opgeheven.

## Resultaten
| Seizoen | Niv. | Comp.      | Pos. | Playoffs   |
| ------- | ---- | ---------- | ---- | ---------- |
| 2000–01 | 1    | Eredivisie | 5    | –          |
| 2001–02 | 1    | Eredivisie | 7    | 1/2 Finale |